# ジョナサン・デーヴィス (1988年生のラグビー選手)
ジョナサン・デーヴィス（Jonathan Davies、1988年4月5日 - ）は、ウェールズのラグビー選手である。現在はウェールズ代表とプロ14のスカーレッツでプレーしている。ポジションはセンター(CTB)。
「フォックス」(Fox) という愛称で呼ばれることも多いが、これは1980年代から1990年代にかけてラグビーユニオンとラグビーリーグの双方で活躍したジョナサン・デーヴィスと区別するためであり、彼の両親が経営していたパブの名前に由来している。また、弟のジェームズ・デーヴィスは15人制と7人制の双方でプレーしており、7人制ではリオ五輪にイギリス代表として選出され、銀メダルに輝いた。

## 略歴
地元クラブのスラネリーでプレーをしていたデーヴィスは2006年8月11日のノーサンプトン・セインツとのウォームアップマッチでスカーレッツとしての初試合を迎えた。
しかし、06-07シーズンは公式戦に登場することはなかった。07-08シーズンになると、2007年9月22日のマンスター戦の61分にギャヴィン・エヴァンズとの交代でマグナーズ・リーグ初出場を果たす(試合は16-26で敗れた)。
また、12月8日のマンスター戦の63分にネイサン・ブルーとの交代でハイネケン・カップ初出場を果たした(試合は16-29で敗れた)。
2008年、地元ウェールズで開催されたラグビージュニア世界選手権にU20ウェールズ代表として出場。U20イタリア代表戦でトライを挙げるなど、チームのプール戦を1位通過に貢献したが、準決勝でU20ニュージーランド代表、3位決定戦でU20南アフリカ代表に敗れ4位に終わった。
2008-09シーズンではスカーレッツのレギュラーを掴み、元オールブラックスのリーガン・キングとセンターコンビを組んだ。このシーズンから2012-13シーズンまでは主にインサイド・センターとして出場した。
2009年に行われた北アメリカツアーのスコッドに選ばれたデーヴィスは、5月30日のカナダ戦で13番で先発出場し代表デビュー。翌週のアメリカ戦でも先発出場し、2トライを挙げた。
2009-10シーズンではクラブで安定したパフォーマンスを見せ、11月のテストマッチでスコッドに選ばれる。初戦のオールブラックス戦では21番でベンチ入りするも出場なし。2戦目のサモア戦では後半49分にトム・シャンクリンとの交代で出場。シャンクリンのケガもあり、3戦目のアルゼンチン戦では12番で先発出場。この試合ではこれ以降47試合(ウェールズ代表で46試合、ライオンズで1試合)でセンターのパートナーとなるジェイミー・ロバーツと初めてコンビを組んだ。最終戦のワラビーズ戦でも12番で先発出場を果たした。2010年のシックス・ネーションズにおいて、ウェールズ代表のスコッドに選ばれるも出場はなかった。また、スカーレッツではハイネケンカップに6試合出場し3トライをマークし、チームのチャレンジカップ準々決勝進出に貢献した。これらの活躍から6月に行われたニュージーランドツアーのスコッドに選ばれた。初戦は控えからの登場だったが、2戦目ではアンドリュー・ビショップのケガもあり13番で先発出場した。
2010-11シーズンでは9月11日のコナート戦で2トライ、9月17日のアイロニ戦ではハットトリックを決めるなど好調を維持していたが、9月24日のドラゴンズ戦でトライを挙げマン・オブ・ザ・マッチに選ばれる活躍を見せるも足首を負傷。それでもウェールズ代表のヘッドコーチであるウォーレン・ガットランドは秋のテストマッチには間に合うとして代表スコッドに選んだが結局出場はならず、最終的には12月27日のオスプリーズ戦で交代出場し復帰した。復帰後はエディンバラ戦でマン・オブ・ザ・マッチに選ばれるなど安定した活躍を見せ、2011年のシックス・ネーションズのスコッドに選ばれるとイングランド戦でシックス・ネーションズデビューを果たす。翌週のスコットランド戦ではシェーン・ウィリアムズのトライに繋がるキックを見せたがその際にハムストリングを負傷し、イタリア戦は欠場したが、アイルランド戦で復帰を果たし最終節のフランス戦にも出場した。4月11日のアルスター戦でトライを挙げるも足を負傷し63分にスコット・ウィリアムズと交代。そのままシーズンを終了した。
2011年ワールドカップのトレーニングスコッドに選ばれ、ウォーミングアップマッチのバーバリアンズ戦、イングランド戦、アルゼンチン戦の3試合にアウトサイドサイドセンターとして先発出場すると、30名のワールドカップのスコッドメンバーに選出された。ワールドカップでは全7試合に出場(うち6試合で先発出場)し3トライを挙げ、代表の4位という成績に貢献した。特に準々決勝のアイルランド戦では64分にチームのベスト4進出を決定的にするトライを決めた。ワールドカップ閉幕後、11月5日のオスプリーズ戦にアダム・ウォーレンとの交代出場でクラブに復帰すると、12月3日のワラビーズ戦のスコッドに選ばれる。しかし鼠蹊部のケガのためワラビーズ戦は欠場した。12月10日にハイネケンカップのマンスター戦で復帰。2012年のシックスネーションズのスコッドに選出され、全5試合に先発。初戦のアイルランド戦で2トライを挙げるなど、チームのグランドスラム達成に貢献した。スカーレッツでは新たにチームと2年契約を結んだ。チャレンジカップ準々決勝のブリーヴ戦に出場するも敗戦。翌週のアイロニ戦では自身初のキャプテンに指名されたが股関節を痛め欠場。ケガはヘルニアによるものであり、6月のオーストラリアツアーでの復帰を目標にクラブでのシーズンを終えた。6月のツアースコッドに選ばれると、ワラビーズ戦3試合に先発。メルボルンでのツアー2戦目ではトライを挙げた。ツアー終了後に鼠径部の手術を受けた。
2012-13シーズンではシーズン初戦のレンスター戦より出場を続けたが、ハイネケンカップのクレルモン戦で鼠径部を痛め翌週のレンスターは欠場。11月のテストマッチスコッドに選ばれたが、アルゼンチン戦、サモア戦は欠場した。オールブラックス戦、ワラビーズ戦ではアウトサイド・センターとして復帰を果たした。クラブでは安定した活躍を見せ2013年のシックスネーションズでスコッドに選ばれると全5試合に先発出場しウェールズ代表の2年連続の優勝に貢献した。スカーレッツにおいてもチームのPro12準決勝進出に貢献し、その活躍からPro12のドリームチームの一員に選出された。
2013年のブリティッシュ・アンド・アイリッシュ・ライオンズオーストラリアツアーのスコッドに選出され、香港で行われた初戦のバーバリアンズ戦にアウトサイド・センターで先発しデビューを果たす(1トライ)。その後も3戦目のレッズ戦にインサイド・センターで先発、4戦目のNSW-QLD合同州代表戦は56分にロバーツとの交代で登場(1トライ)、5戦目のワラターズ戦にアウトサイド・センターで先発(1トライ)した。各試合で安定したパフォーマンスを見せたデーヴィスはマヌ・ツイランギとロバーツのケガもあり、ブリスベンで行われた初戦でアイルランド代表で4度目のライオンズツアー参加となるブライアン・オドリスコルとコンビを組み、インサイド・センターで先発した。メルボルンでの第2戦でもオドリスコルとコンビを組んで先発出場。この試合ではウェールズ代表でツアーキャプテンのサム・ウォーバートンが負傷交代した。ツアーキャプテンを欠いたライオンズはオドリスコルがキャプテンとして第3戦での復帰が決定的となっていたロバーツとコンビを組むことが予想されたが、キャプテンはウェールズ代表のアルン・ウィン・ジョーンズが、アウトサイド・センターとしてロバーツとコンビを組むのはオドリスコルではなくデーヴィスであることが発表され、大きな波紋を呼んだ。結果的にシドニーで行われた第3戦ではライオンズが41-16という歴史的大差で勝利し、1997年の南アフリカツアー以来、オーストラリアツアーでは1989年以来となるツアー勝ち越しを決めた。また出場時間505分というのはこのツアーの中で最長である。
2013-14シーズンではロブ・マカスカーとともにスカーレッツのキャプテンに指名された。13-14シーズンでスカーレッツとの契約が切れるためチームは残留交渉を行い、デーヴィスも残留に前向きな発言を見せていたが、11月に翌シーズンからクレルモンに2年契約(1シーズンの追加オプション付き)で移籍することが発表された。Pro12の開幕戦こそライオンズツアーの休養を取るべく欠場したが、それ以降の全試合に出場し11月のテストマッチのスコッドに選ばれた。初戦のスプリングボクス戦に先発するが、前半10分にジャン・デヴィリアスのトライを阻止しようとタックルした際に肩を痛めアシュリー・ベックと交代した。この胸筋断裂により11月のテストマッチのスコッドから外れ、翌年のシックスネーションズへの出場も危ぶまれた。それ以降1試合も出場することはなかったが、2014年のシックスネーションズのスコッドに選ばれたデーヴィスは3月頭まで復帰に時間がかかるとされたが、予定よりも早くフランス戦には復帰できることがわかり、ゲームタイムを確保するために代表スコッドからリリースされ、2月1日のロンドン・アイリッシュ戦に先発出場し前半40分間プレーした。試合は10-29で敗れたがアイルランド戦へ向けた代表スコッドに戻った。しかし、ゲームタイム不足からアイルランド戦のメンバーからは外れた。当初期待されていたフランス戦での復帰もかなわず、ウェールズ代表はフランス戦においてケガで離脱したスコット・ウィリアムズに代わり、ジョージ・ノースが代表では初めてアウトサイド・センターとして先発した。3月1日のマンスター戦で復帰したデーヴィスは64分間プレーし、チームの18-13での勝利に貢献。スカーレッツのバックスコーチを務める元ウェールズ代表のマーク・ジョーンズは翌週のイングランド戦での代表復帰は問題ないと発言。イングランド戦でアウトサイド・センターとして先発し、チームは18-29で敗れたが4か月ぶりの代表復帰を果たした。翌週のスコットランド戦にも先発出場しシックスネーションズ(当時)とスコットランド戦における過去最大の得点差である51-3での勝利に貢献した。

## 年度別成績
| スカーレッツ 2006-14 | スカーレッツ 2006-14 | スカーレッツ 2006-14 | スカーレッツ 2006-14 | スカーレッツ 2006-14 | スカーレッツ 2006-14 | スカーレッツ 2006-14 | スカーレッツ 2006-14 | スカーレッツ 2006-14 | スカーレッツ 2006-14 | スカーレッツ 2006-14 |
| シーズン             | P14                  | P14                  | EC                   | EC                   | CC                   | CC                   | AWC                  | AWC                  | 合計                 | 合計                 |
| シーズン             | 出場                 | T                    | 出場                 | T                    | 出場                 | T                    | 出場                 | T                    | 出場                 | T                    |
| -------------------- | -------------------- | -------------------- | -------------------- | -------------------- | -------------------- | -------------------- | -------------------- | -------------------- | -------------------- | -------------------- |
| 2006-07              | -                    |                      | -                    | -                    | -                    | -                    | -                    | -                    | -                    | -                    |
| 2007-08              | 3+3                  | 2                    | 1+2                  | 0                    | -                    | -                    | 1                    | 1                    | 5+5                  | 3                    |
| 2008-09              | 14+1                 | 2                    | 4                    | 2                    | -                    | -                    | 0+2                  | 1                    | 18+3                 | 5                    |
| 2009-10              | 16                   | 6                    | 6                    | 3                    | 1                    | 0                    | -                    | -                    | 23                   | 9                    |
| 2010-11              | 7+2                  | 9                    | 2                    | 1                    | -                    | -                    | -                    | -                    | 9+2                  | 10                   |
| 2011-12              | 3+2                  | 1                    | 6                    | 1                    | 1                    | 0                    | -                    | -                    | 10+2                 | 2                    |
| 2012-13              | 12+1                 | 4                    | 4+1                  | 1                    | -                    | -                    | -                    | -                    | 16+2                 | 5                    |
| 2013-14              | 11+1                 | 2                    | 2                    | 0                    | -                    | -                    | 1                    | 0                    | 14+1                 | 2                    |
| 2006-14              | 66+10                | 26                   | 25+3                 | 8                    | 2                    | 0                    | 2+2                  | 2                    | 95+15                | 36                   |
| クレルモン 2014-16   |                      |                      |                      |                      |                      |                      |                      |                      |                      |                      |
| シーズン             | T14                  | T14                  | T14                  | T14                  | EC                   | EC                   | EC                   | EC                   | 合計                 | 合計                 |
| シーズン             | 出場                 | 出場                 | T                    | T                    | 出場                 | 出場                 | T                    | T                    | 出場                 | T                    |
| 2014-15              | 11+1                 | 11+1                 | 1                    | 1                    | 5+2                  | 5+2                  | 0                    | 0                    | 16+3                 | 1                    |
| 2015-16              | 6+2                  | 6+2                  | 1                    | 1                    | 4                    | 4                    | 2                    | 2                    | 10+2                 | 3                    |
| 2014-16              | 17+3                 | 17+3                 | 2                    | 2                    | 9+2                  | 9+2                  | 2                    | 2                    | 26+5                 | 4                    |
| スカーレッツ 2016-   |                      |                      |                      |                      |                      |                      |                      |                      |                      |                      |
| シーズン             | P14                  | P14                  | EC                   | EC                   | EC                   | CC                   | CC                   | CC                   | 合計                 | 合計                 |
| シーズン             | 出場                 | T                    | 出場                 | 出場                 | T                    | 出場                 | 出場                 | T                    | 出場                 | T                    |
| 2016-17              | 12+1                 | 2                    | 3+1                  | 3+1                  | 1                    | -                    | -                    | -                    | 15+2                 | 3                    |
| 2017-18              | 3+1                  | 1                    | 2                    | 2                    | 0                    | -                    | -                    | -                    | 5+1                  | 1                    |
| 2018-19              | 10                   | 6                    | 5                    | 5                    | 1                    | -                    | -                    | -                    | 15                   | 7                    |
| 2016-                | 25+2                 | 9                    | 10+1                 | 10+1                 | 2                    | -                    | -                    | -                    | 35+3                 | 11                   |

※P14:プロ14

※T14:トップ14

※EC:チャンピオンズカップ

※CC:チャレンジカップ

※AWC:アングロ・ウェルシュカップ